# تأشير البريد
يشمل مصطلح التأشير البريدي، جميع الأختام، أو العلامات أو الملصقات منها التأشيرات ("الفرنجات" حيث تُشتق عبارة التأشير من كلمة الفرنجة)، التي توضع على أغلفة قرطاسية البريد من أي فئة تؤهلها لأن تكون مخدومة بريديًا. تشمل أنواع التأشيرات طوابع البريد (سواء كانت لاصقة أو مطبوعة على القرطاسية البريدية، سواء كانت غير ملغاة أو ملغاة مسبقاً)، والطوابع المطبوعة عبر عداد البريد (عبر ما يسمى "أنظمة إثبات البريد")، والتأشيرات هي تعتبر "جزاء" الاستخدام الرسمي، وبريد الرد التجاري (BRM)، وغيرها من بصمات التصاريح (إشارة ختم بريد)، وتوقيعات "امتيازات التأشيرات" المخطوطة والفاكس، وعلامات "بريد الجندي"، وأي أشكال أخرى مصرح بها من قبل 192 إدارة بريدية هي أعضاء في الاتحاد البريدي العالمي.

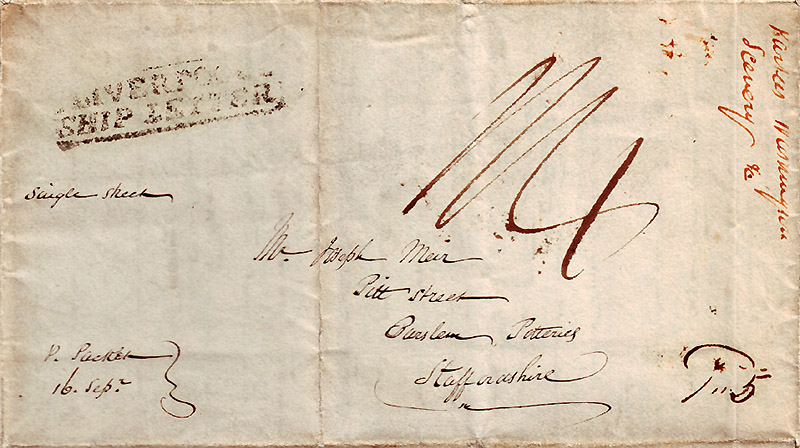
قلم "رسالة سفينة ليفربول" على ورقة واحدة بلا طوابع بريد من عام 1832، مكتوب عليها "مدفوع 5" بقلم كاتب بريد أمريكي في فيلادلفيا، بنسلفانيا

## الأنواع والطرق

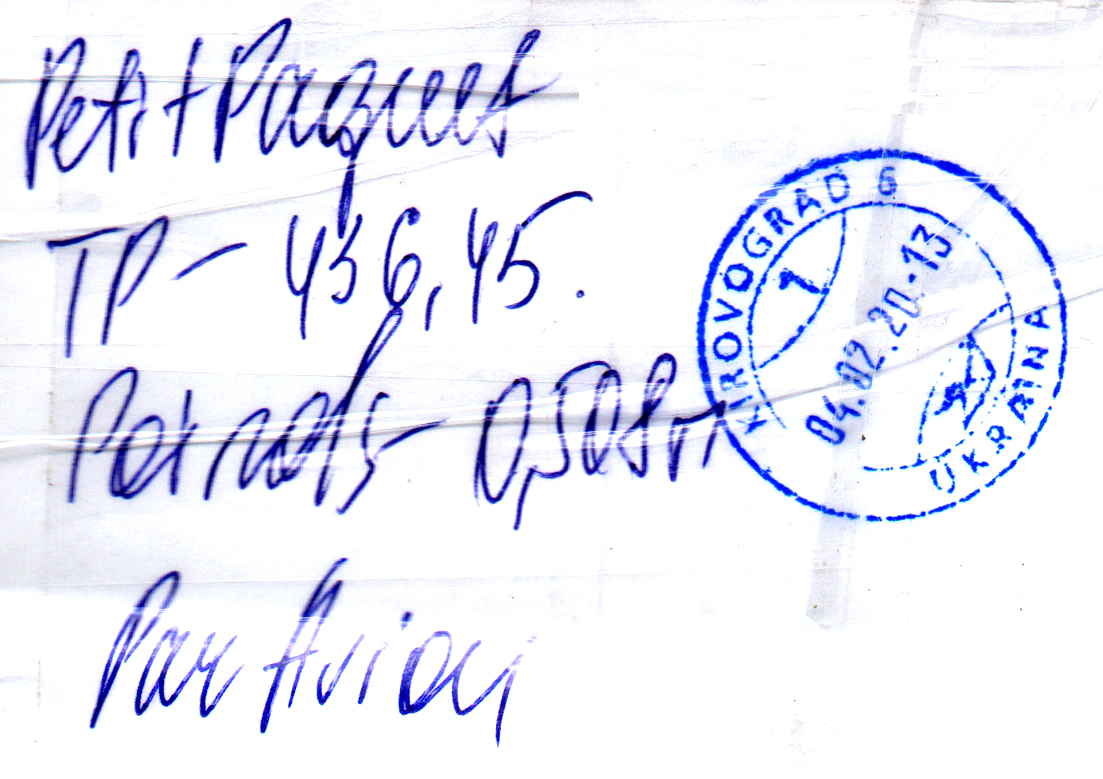
طابع بريد حديث مؤشر عليهِ بخط كاتب البريد مع ختم تاريخ دائري الشكل (أوكرانيا)

في حين أن جميع طوابع البريد الملصقة والعلامات الأخرى التي توضع على البريد لتأهيله للخدمة البريدية هي طوابع بريدية ملصقة على ظروف البريد، إلا أنه لا تستعمل جميع طرق التأشيرات في جميع أنواع أو فئات البريد. حيث تضع كل إدارة من الإدارات البريدية الوطنية وغيرها من إدارات البريد العالمية طرق ومعايير محددة خاصة للتفريق والفرز وخزن البريد كما تنطبق على العمليات المحلية داخل أنظمتها البريدية. على الرغم من وجود اختلافات في الطريقة التي تطبق بها الأنظمة البريدية التأشير والفرز في 192 دولة التي تنتمي إلى الاتحاد البريدي العالمي (UPU) وتنظم طريقة ما لتفريق بريدها، إلا أن معظم أنواع البريد تندرج تحت نوع واحد (وأحيانًا أكثر) من أربعة أنواع أو طرق رئيسية:
- الطوابع البريدية (الطوابع البريدية وغيرها).
- الامتيازات.
- الأعمال الرسمية.
- بريد الرد على الأعمال.

يتم الفصل في جميع النزاعات التي قد تنشأ وتؤثر على تخزين أنواع البريد التي تخدمها إدارات متعددة والتي تنتج عن الاختلافات في هذه اللوائح أو الممارسات البريدية المختلفة من قبل الاتحاد البريدي العالمي، والاتحاد وكالة متخصصة تابعة للأمم المتحدة تضع القواعد والمعايير الفنية للتبادل البريدي الدولي. ينسق الاتحاد البريدي العالمي تطبيق لوائح الأنظمة البريدية للدول الأعضاء فيه، بما في ذلك ما يتعلق بالتأشير على البريد الدولي للسماح بخدمة وتبادل البريد الدولي. قبل إنشاء الاتحاد البريدي العالمي في عام 1874، كانت الرسائل البريدية الدولية تحمل أحياناً تأشيرات مختلطة (تتضمن تأشيرات أكثر من دولة واحدة) قبل أن تتفق الخدمات البريدية في العالم على تسليم الرسائل الدولية التي تحمل فقط تأشيرات بلد المنشأ.

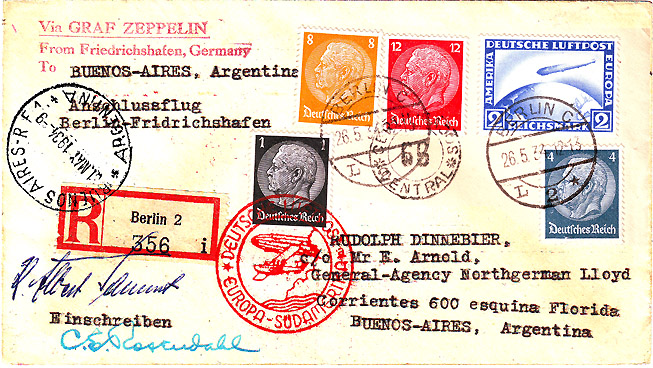
غلاف البريد الجوي الألماني عليهِ طابع بريدي (برلين - بوينس آيرس عبر سفينة هواء أل زد 127 غراف زيبلين (1934))

### رسوم البريد (طوابع البريد، إلخ)

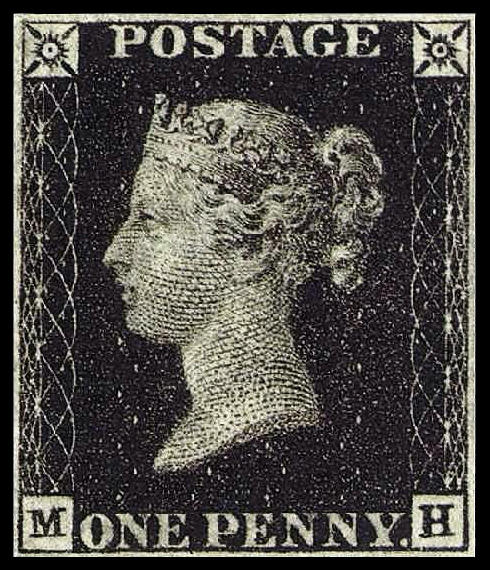
طابع بريد بيني بلاك الصادر من المملكة المتحدة سنة 1840

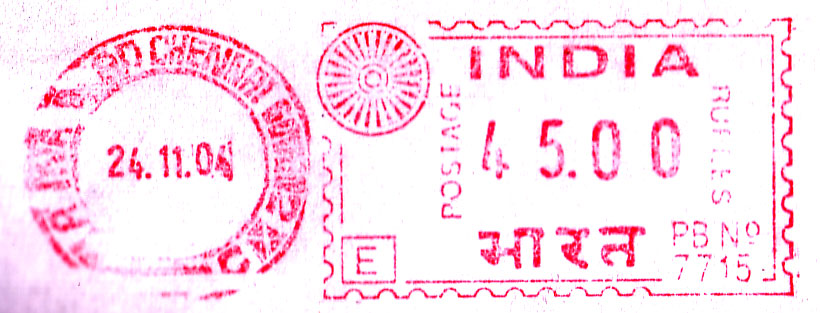
تأشير بريدي مطبوع آلياً (الهند)

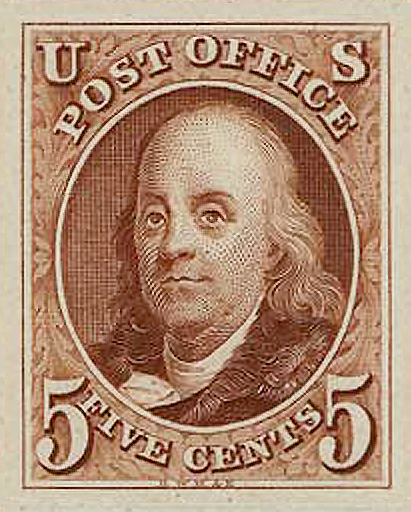
أول طابع بريدي أمريكي: طابع فرانكلين (بني أحمر) 5 سنتات صادر من مكتب البريد الأمريكي، سنة 1847

التأشير "البريدي" هو التطبيق المادي ووجود طوابع البريد، أو أي علامات أخرى معترف بها ومقبولة من قبل النظام البريدي أو الأنظمة التي تقدم الخدمة، والتي تشير إلى دفع رسوم الخدمة البريد التي ستقدم أو كانت ستقدم للبريد. قبل إدخال أول طوابع بريد في العالم في بريطانيا في عام 1840 ("بيني بلاك") وعام 1841 ("بيني ريد")، كانت تطبق تأشيرات طوابع البريد المدفوعة مسبقاً حصرياً عن طريق وضع علامة "مدفوع" مخطوطة أو مختومة بخط اليد ومبلغ الرسوم المحصلة. كان أول طابع بريدي أمريكي هو طابع فرانكلين الأحمر البني ذو الخمسة سنتات (SC-1) الذي صدر في عام 1847.
بالإضافة إلى طوابع البريد، يمكن أن يكون التأشير البريدي في شكل طبعات مطبوعة أو مختومة في شكل معتمد وتطبع مباشرة بواسطة آلة تأشير أو عداد بريد أو ملصقات تأشير مطبوعة بواسطة أجهزة الحاسوب أو طرق أخرى مماثلة على شكل عبارة إشعار: "أنظمة إثبات رسوم البريد"، أو أي شكل من أشكال إشعار "مدفوع رسوم البريد" المطبوع مسبقًا والمصرح بهِ بموجب تصريح الخدمة البريدية ("Indicia")، أو أي طريقة أخرى للوسم تقبلها الخدمة البريدية وتحددها لوائحها، كدليل على الدفع المسبق للرسوم المناسبة. يشمل التأشير البريدي أيضًا طوابع أو أختام "رسوم البريد المستحقة" التي تلصقها مكاتب البريد والتي تحدد أي مبلغ من رسوم البريد غير الكافية أو المحذوفة التي يجب تحصيلها عند التسليم. تسمح بعض البلدان للمرسلين بشراء رموز لمرة واحدة عبر شبكة الإنترنت ويمكن كتابتها يدويًا على قطعة البريد، مثل رموز البريد في هولندا التي قدمت في عام 2013.

### امتياز التأشير

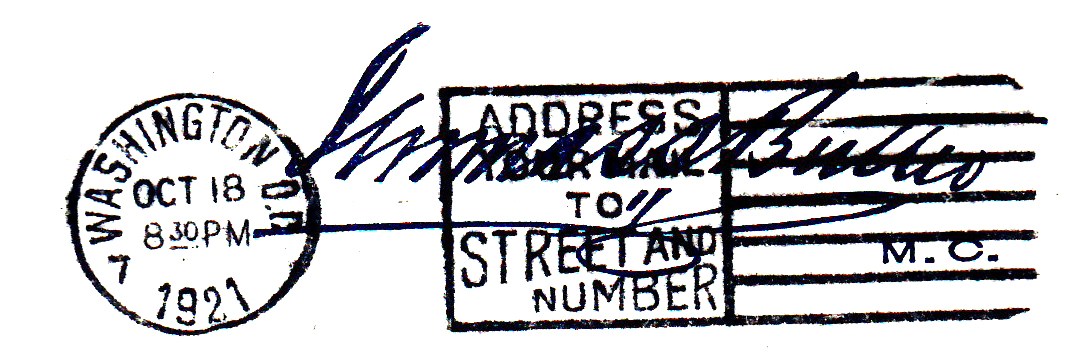
آلة إلغاء صريحة تابعة للكونغرس الأمريكي

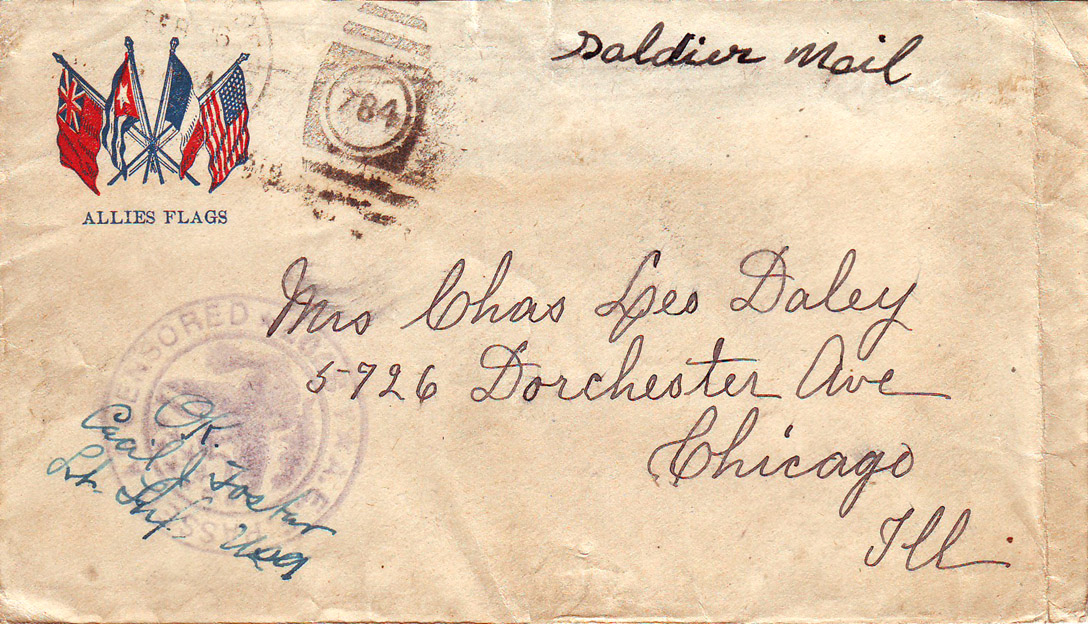
تأشير قلم من الحرب العالمية الأولى يحمل شعار "بريد الجنود" على ظرف بريدي

"امتياز" التأشير هو توقيع شخصي بالقلم من شخص أو توقيع مطبوع بالفاكس يحمل "امتياز التأشير" مثل بعض المسؤولين الحكوميين (خاصة المشرعين) وغيرهم ممن يحددهم القانون أو اللوائح البريدية. وهذا يسمح بإرسال الرسالة أو أي طرد آخر دون استخدام طابع بريدي. في الولايات المتحدة، يُطلق على ذلك اسم "التأشير الخاص بالكونجرس" الذي لا يمكن استخدامه إلا لبريد "الأعمال الرسمية".
وبالإضافة إلى هذا النوع من امتيازات التأشير، تسمح الحكومات و/أو الإدارات البريدية من وقت لآخر (خاصة أثناء الحروب) لأعضاء الخدمة الفعلية وغيرهم من الأفراد المعينين بإرسال البريد مجاناً عن طريق كتابة "مجاناً" أو "بريد الجندي" (أو ما يعادلهما) على قطعة البريد بدلاً من التأشير البريدي المدفوع أو باستخدام قرطاسية بريدية مجانية مناسبة. في الولايات المتحدة، ما لم يحدد خلاف ذلك، تؤشر خدمة هذا البريد من قبل كل من النظامين البريديين العسكري والمدني اللذين يقبلان هذا البريد كبريد رسائل من الدرجة الأولى.

### الأعمال الرسمية

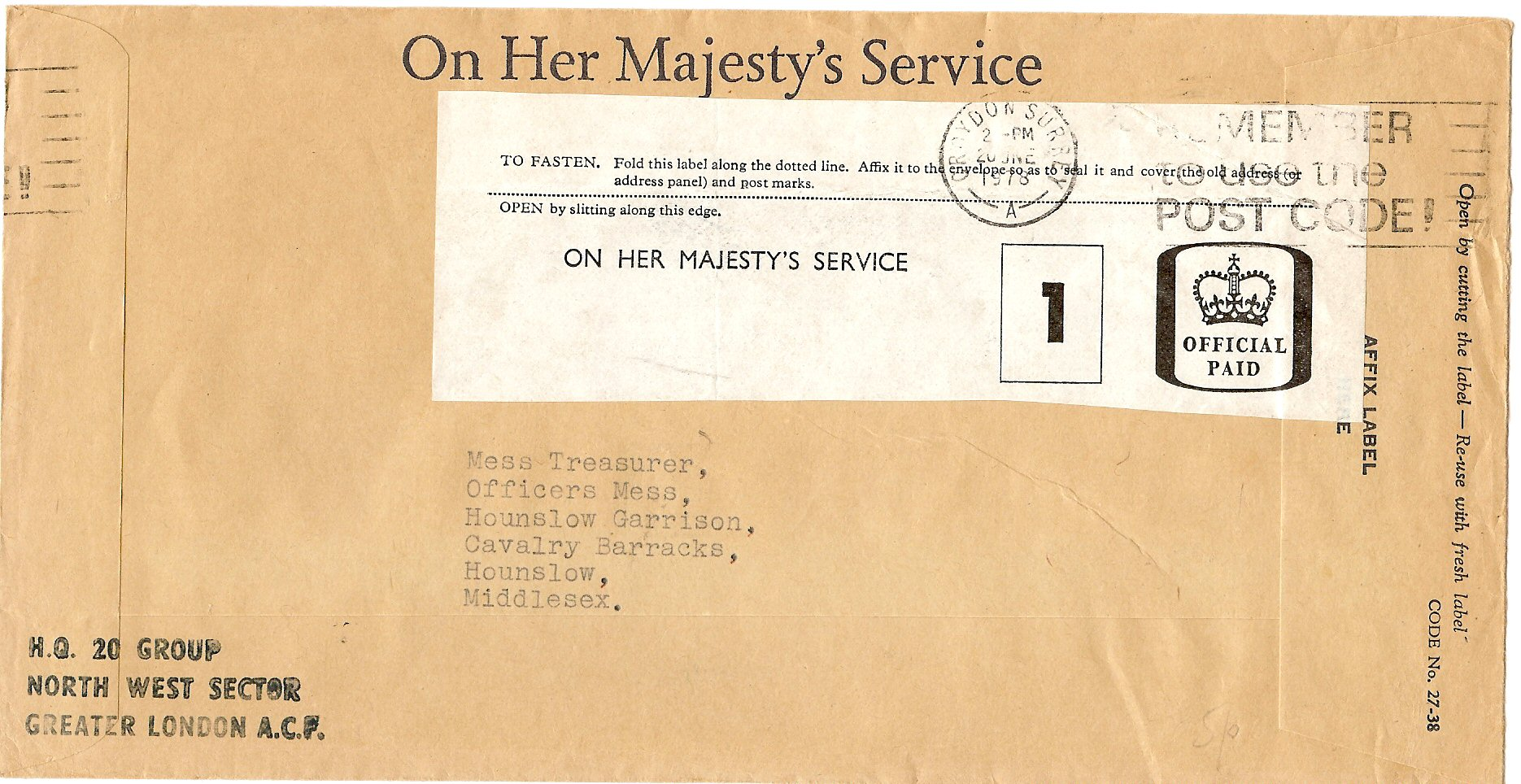
ختم تأشير بعبارة "عمل رسمي" من بريطانيا العظمى (حوالي عام 1978)

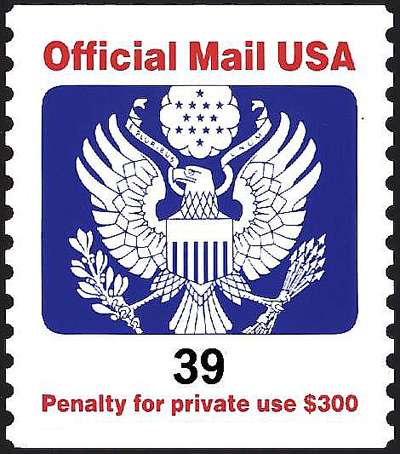
"طابع البريد الجزائي"

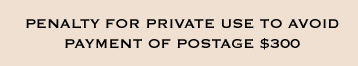
ملصق تأشير يتضمن عبارة "غرامة" صريحة ("غرامة للاستخدام الخاص لتجنب دفع رسوم البريد 300 دولار")

تأشير "الأعمال الرسمية" هو أي ختم مطبوع أو ملصق على مواد البريد الذي جرى تحديده على أنهُ للأعمال الرسمية للحكومات الوطنية (أي الحكومات التي لديها إدارات بريدية أيضًا) وبالتالي فهي مؤهلة للخدمة البريدية دون أي ختم إضافي مدفوع الأجر. في دول الكومنولث يُكتب على الختم المطبوع عبارة "مدفوع الأجر (رسمي)" وتستخدمه الإدارات الحكومية على طوابع البريد والقرطاسية والملصقات اللاصقة والطوابع الرسمية والأختام اليدوية أو الآلية.
في كندا، يتمتع كل من الملك، والحاكم العام، وأعضاء مجلس الشيوخ الكندي، وأعضاء مجلس العموم، وكاتب مجلس العموم، وأمين المكتبة البرلمانية، وأمين المكتبة البرلمانية وأمين المكتبة البرلمانية المعاون، وأعضاء مجلس العموم، ومسؤول الأخلاقيات في مجلس الشيوخ، بامتياز إرسال البريد، ويرسل البريد إلى هؤلاء الأشخاص أو منهم مجاناً. يقتصر البريد بالجملة من أعضاء مجلس العموم على أربع رسائل بريدية في السنة وإلى الدائرة الانتخابية للعضو نفسه. ويجوز للأفراد إرسال رسائل إلى أي من أصحاب المناصب المذكورة أعلاه دون مقابل.
في الولايات المتحدة، ترسل مثل هذه الرسائل البريدية باستخدام القرطاسية البريدية أو ملصقات العناوين التي تتضمن عبارة "غرامة" صريحة ("غرامة للاستخدام الخاص لتجنب دفع رسوم البريد 300 دولار") مطبوعة على قطعة البريد، و/أو تؤشر بأختام بريدية بغرامة (PMS) ذات قيمة مناسبة. تسجل هذه الرسائل البريدية بشكل عام كبريد من الدرجة الأولى (أو ما يعادلها) ما لم تسجل خلاف ذلك (مثل الرسائل "المجمعة").

### بريد الرد على الأعمال

تصريح مطبوع مسبقاً (بريد الرد على الأعمال) BRM في الولايات المتحدة

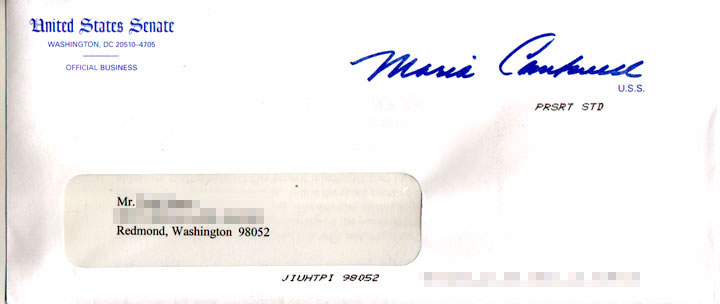
رسالة صريحة من السيناتور الأمريكي ماريا كانتويل إلى أحد الناخبين.

"بريد الرد على الأعمال" (BRM) هو عبارة عن تصريح مطبوع مسبقاً يحمل رقم تصريح يسمح بإرسال المواد التي تحمل هذا التصريح كبريد من الدرجة الأولى مع الخدمة البريدية المصرح بها دون دفع رسم من قبل الشخص الذي يرسل المادة مسبقاً. (قد يحدد بريد الرد الدولي البريد الجوي كفئة للخدمة.) يتم دفع رسوم بريد الدرجة الأولى من قبل صاحب التصريح عند تسليمه إلى العنوان المحدد المصرح به في التصريح والمطبوع مسبقاً على بند بريد الرد التجاري. كما تستخدم الحكومات أيضاً بريد الرد السريع للسماح بالردود المرتبطة بالأغراض التجارية الرسمية.

## تاريخ "تأشيرات البريد الصريح"

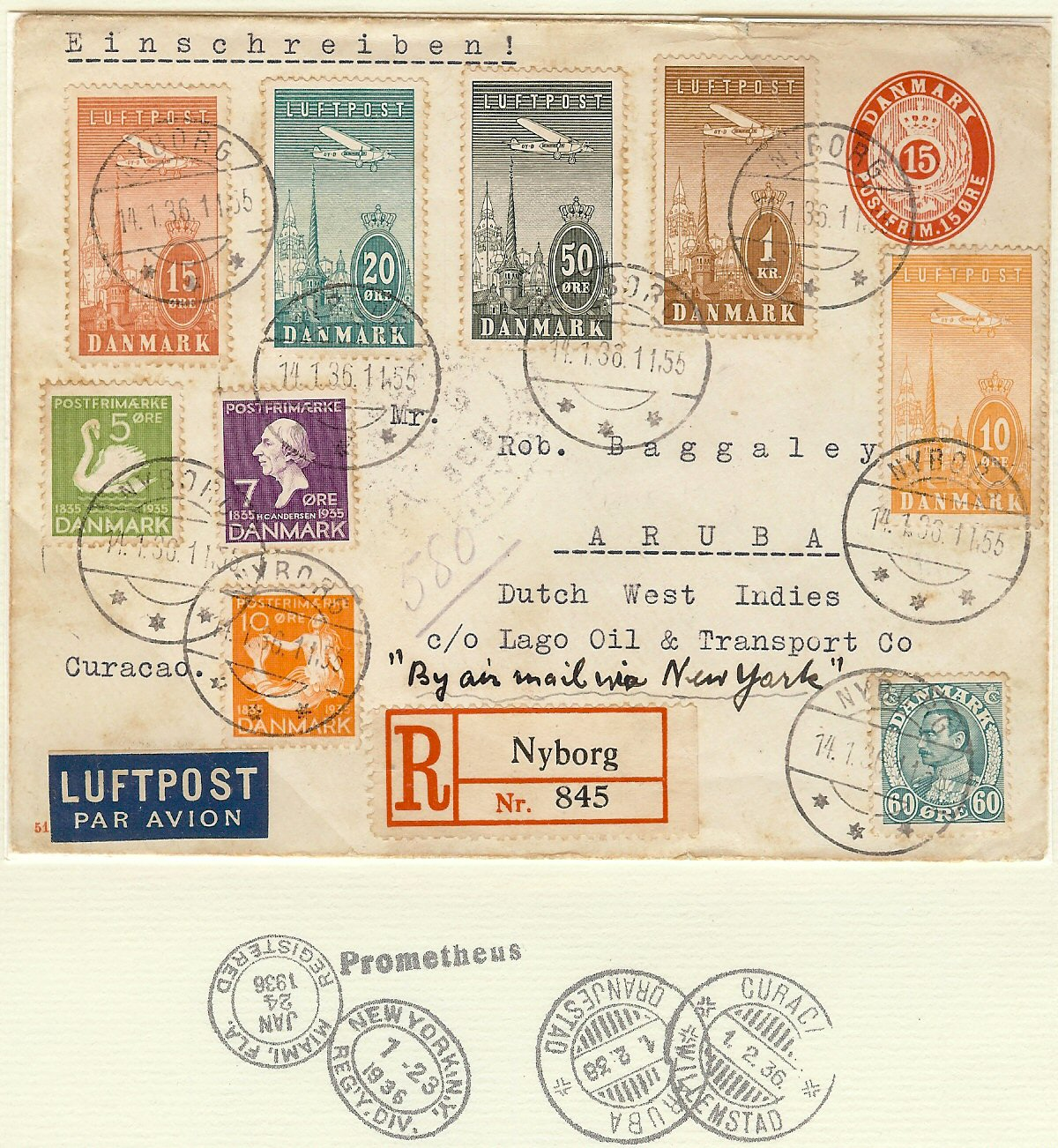
ظرف بريد جوي منذ عام 1938 وتبدو عليهِ أختام بريد منوعة

نشأ شكل محدود من أشكال امتيازات البريد الصريح في البرلمان البريطاني في عام 1660، مع إقرار قانون يجيز تشكيل مكتب البريد العام. وبحلول عام 1772، مثلت وفرة الرسائل المحررة إيرادات ضائعة بلغت أكثر من ثلث إجمالي ما كان يجمعه مكتب البريد. وفي القرن التاسع عشر، ومع زيادة استخدام مكتب البريد بشكل كبير في بريطانيا، كان من المتوقع أن يحصل أي شخص لهُ صلة بالبرلمان على بريد أصدقائهِ مجاناً.
أما في الولايات المتحدة، فقد سبق امتياز البريد الصريح تأسيس الجمهورية نفسها، حيث منحه الكونغرس القاري لأعضائه في عام 1775. وقد سنّ كونغرس الولايات المتحدة الأول قانوناً خاصاً بالتأشير على البريد في عام 1789 خلال دورته الأولى. وظل أعضاء الكونجرس حتى عقد الستينيات من القرن التاسع عشر "يكتبون أسماءهم على الزاوية العلوية اليمنى من الرسائل والطرود الرسمية" حتى عقد الستينيات من القرن التاسع عشر بغرض إرسال بريد خالٍ من الرسوم. ومع ذلك، ألغى مجلس الشيوخ في 31 يناير 1873 "امتياز إرسال البريد المجاني لأعضاء الكونغرس بعد رفض بند أقره مجلس النواب كان من شأنه أن يوفر طوابع خاصة لإرسال وثائق مجلس الشيوخ ومجلس النواب المطبوعة مجاناً بالبريد". إلا أنه في غضون عامين، بدأ الكونغرس في وضع استثناءات لهذا الحظر، بما في ذلك إرسال سجل الكونغرس والبذور والتقارير الزراعية مجاناً بالبريد. وأخيراً، أعاد الكونغرس في عام 1891، مشيراً إلى أن أعضاءه هم المسؤولون الحكوميون الوحيدون الذين كان عليهم دفع رسوم البريد، وامتيازات إرسال الطوابع البريدية الكاملة.
وفي عام 1892، قرأ عضو الكونجرس توم جونسون وحلفاؤه كتاب هنري جورج "الحماية أو التجارة الحرة" بالكامل في سجل الكونجرس وأرسلوه إلى ملايين الناخبين؛ ورد الأعضاء الحمائيين بإدخال كتاب روبرت بيرسيفال بورتر "حماقة التجارة الحرة" وكتاب دي جي هاريمان "التعريفات الأمريكية من بليموث روك إلى ماكينلي". وبحلول عام 1895، حدد الكونجرس عدد الصفحات التي تدرج في سجلات الكونجرس بما لا يزيد عن صفحتين دون موافقة بالإجماع. ومنذ ذلك الحين، خضع إرسال بريد الكونجرس بالبريد إلى المراجعة والتنظيم المستمرين.
تُشتق عبارة التأشير من كلمة الفرنجة، وهي قبيلة جرمانية غزت غاليا - فرنسا الحديثة - خلال الأيام الأخيرة للإمبراطورية الرومانية الغربية. كان الفرانكيون يتمتعون بحقوق قانونية أكثر من الرومان الغاليون. أن تكون فرانكيًا يعني أن تكون "حرًا" بموجب القانون. وهناك استخدام آخر لهذا المصطلح وهو التحدث "بصراحة"، أي "بحرية". ولأن بنجامين فرانكلين كان مدير عام البريد في الولايات المتحدة في وقت مبكر من حياته، ولقد أشار الكاتب الساخر ريتشارد أرمور إلى رسائل الكونغرس المجانية باسم "امتياز فرانكلين".
إن استخدام امتياز إرسال الرسائل البريدية ليس مطلقاً بل يقتصر عموماً على الأعمال الرسمية ورسائل البريد المجمعة للناخبين والاستخدامات الأخرى التي ينص عليها القانون، مثل "الامتياز الصريح للكونغرس" الممنوح لأعضاء الكونغرس في الولايات المتحدة. غير أن هذا ليس "مجاناً" أو استخداماً "مجانياً" للرسائل البريدية، حيث تخصص مبالغ في الميزانية لكل عضو لتعويض مكتب خدمات البريد الأمريكي عن خدمة البريد.
وتتولى لجنة مكونة من ستة أعضاء من الحزبين الجمهوري والديمقراطي معنية بالمعايير البريدية للكونغرس، والمعروفة بالعامية باسم "لجنة البريد الرسمي"، مسؤولية الإشراف على امتياز البريد في الكونغرس وتنظيمه. ومن بين مسؤوليات اللجنة تحديد "بدل البريد الرسمي" لكل عضو على أساس عدد الناخبين الذين يخدمهم. كما يُمنح بعض الأشخاص الآخرين هذا الامتياز مثل الأعضاء المنتخبين والرؤساء السابقين وزوجاتهم أو أراملهم أيضًا. أما الرئيس الذي يُدان في مجلس الشيوخ نتيجة محاكمة عزله، فلا يتمتع بامتياز إرسال البريد الصريح بعد إجباره على ترك منصبهِ. ولا يتمتع الرئيس الحالي بامتيازات البريد الصريح الشخصية ولكن نائب الرئيس، الذي هو أيضًا رئيس مجلس الشيوخ، يتمتع بذلك.
في إيطاليا، كان البريد المرسل إلى الرئيس الإيطالي مجانًا حتى الغي امتياز رسوم البريد في عام 1999.
في نيوزيلندا، يمكن للأفراد الذين يراسلون أحد أعضاء البرلمان أن يفعلوا ذلك دون دفع رسوم البريد.